# Wurzelbrut
Als Wurzelbrut, Wurzelschosse, Wurzelschösslinge, Wurzelsprosse, Wurzelaustrieb, Wurzelausschlag oder Bodentrieb werden Pflanzentriebe bezeichnet, die aus Wurzelknospen, Adventivknospen an oberflächlich wachsenden Wurzeln, gebildet werden. Das Wachstum von Wurzelsprossen wird meist durch eine Störung im Wuchsstoffhaushalt ausgelöst. Nach einer Verwundung bilden die Hasel, Linden, die Rosskastanie und Ulmen Wurzelbrut, ohne Verwundung die Edelkastanie, die Espe, Erlen, Pappeln der Sektion Populus, Robinie, Speierling und Weiden. Nur eine geringe Neigung zu Wurzelbrut zeigen Berg- und Spitz-Ahorn, Eichen, Gemeine Esche, Rotbuche und Hainbuche. Auch viele Feigensorten bilden willig Wurzelschösslinge, durch die sie sich leicht vermehren lassen. Im Obstbau neigen bestimmte Unterlagen zu Bodentrieben, was aber als störend empfunden wird.